# Ontem ao Luar
Ontem ao Luar é uma canção brasileira. Originalmente intitulada Choro e Poesia, a polca de Pedro de Alcântara foi composta em 1907. Em 1913, Catulo da Paixão Cearense escreveu uma letra para a música e a rebatizou. Em 1971, quando Love Story foi lançado no Brasil, especialistas perceberam semelhanças entre o tema do filme e a melodia de Alcântara e especularam sobre um possível plágio. Sua versão mais conhecida, de 1918, foi interpretada por Vicente Celestino. Carlos Galhardo, Fafá de Belém, Marisa Monte, entre outros, também gravaram a música. Em 2019, a interpretação de Rubel foi fez parte da telenovela Éramos Seis.